# Ratania flava
Ratania flava är en kräftdjursart som beskrevs av Giesbrecht 1892. Ratania flava ingår i släktet Ratania och familjen Rataniidae. Inga underarter finns listade i Catalogue of Life.